# Jacopo Sannazaro
Jacopo Sannazaro (také Iacobo Sannazzaro, 1458 nebo 1457 Neapol - 1530 tamtéž) byl italský básník epochy humanismu. Byl plodným autorem děl v latině a italštině. Nejznámější je jako autor Arkádie, pastorální básně po celá staletí populární v Evropě, podle které byla pojmenována stejnojmenná literární akademie založená v Římě v roce 1690.

## Život

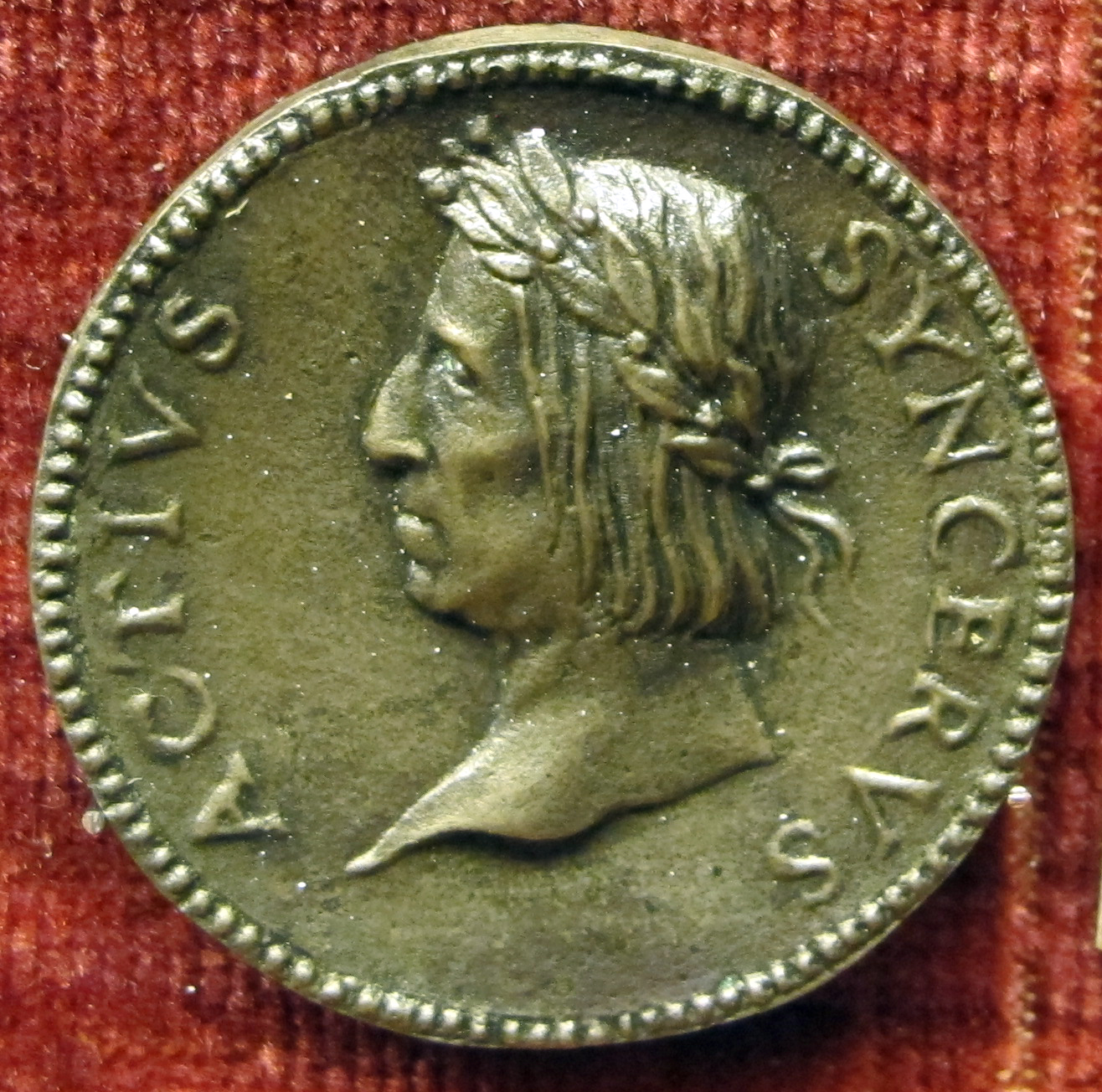
Medaile se Sannazarovou podobiznou od Girolama Santacroce

Jacopo Sannazaro se narodil v Neapoli v roce 1457 do šlechtické rodiny Sannazarů pocházející z otcovské strany z Lomelliny v Dolní Lombardii; jméno rodu bylo prý odvozeno od sídla v Sannazzaro de' Burgondi nedaleko Pavie. Jeho otec zemřel v roce 1462, a proto se budoucí básník s rodinou přestěhoval na panství rodu své matky v San Cipriano Picentino v dnešní provincii Salerno. Působení krajiny a okolní přírody zanechalo na mladém muži hluboký dojem a - jak je patrné z jeho děl - inspirovalo i první zpracování Arkádie.
V roce 1475 se vrátil do Neapole, kde vstoupil na tamní Studium, kde byl žákem Giuniana Maia a Lucia Crassa, učitelů poetiky a rétoriky. Důležité bylo setkání s nejvýznamnějším neapolským literátem té doby Giovannim Pontanem, ředitelem Accademia Pontaniana, hlavního centra humanistických studií v Neapolském království. Setkal se také s dalšími básníky, jako byli Pietro Jacopo de Jennaro, Giovan Francesco Caracciolo a právník Alessandro d'Alessandro (autor díla Giorni Geniali).
Díky Pontanovi se Sannazarovi podařilo v roce 1481 vstoupit do služeb Alfonse II., vévody z Kalábrie. V těchto letech také vstoupil do Pontaniovské akademie pod klasicizujícím pseudonymem Actius Syncerus. Již od konce 70. let se objevují zprávy o činnosti Sannazara jako organizátora divadel a dvorních slavností. Tehdy také napsal několik frašek v lidovém jazyce.

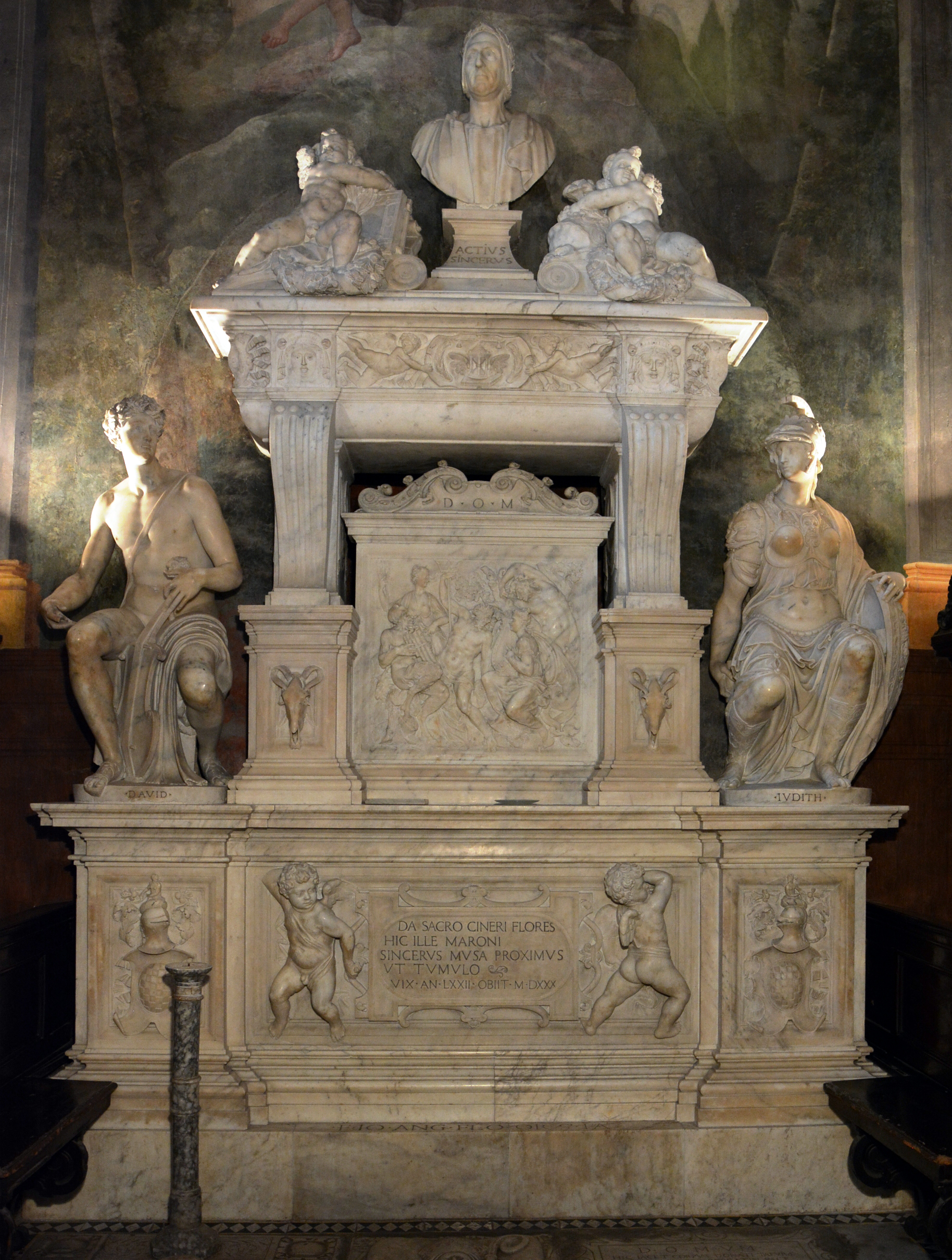
Sannazarův náhrobek v kostele Santa Maria del Parto

Během 80. let začal Sannazaro skládat různé texty v latině a v italštině. Již od mládí projevoval sklony k bukolickému žánru. Začal psát první italské pastorální texty, ovlivněné dobovou bukolickou literaturou rozšířenou po celé Itálii: od sienské (Iacopo Fiorino de' Buoninsigni) přes neapolskou (De Jennaro) až po produkci Boiardovu. Zanedbatelný nebyl ani přínos cesty do Ferrary uskutečněné v roce 1483. V letech 1480 až 1482 vznikly již některé texty, které se pak staly součástí Arkádie, na jejíž první verzi pracoval v letech 1482 až 1486.
Sannazaro zblízka sledoval krizi neapolské koruny po smrti krále Alfonse II., krátké mezidobí francouzského panovníka Karla VIII. až do nástupu nové služby králi Fridrichovi Neapolskému. Jeho nasazení pro nového panovníka bylo takové, že bylo odměněno darem vily v Mergellině v roce 1499.
V tomto období psal italské básně, shromážděné ve sbírce Sonetti et canzone, postupně tvořené mezi rokem 1485 a počátkem 16. století, zatímco mezi roky 1491 a 1496 se vrátil k Arkádii. Básně, vydané posmrtně v roce 1530, jsou projevem kultivovaného a vytříbeného neapolského petrarkismu.
V roce 1501 se však situace opět zhoršila, Fridrich byl nucen uprchnout do Francie a Sannazaro ho následoval. V listopadu 1504, po smrti svého patrona Fridricha, se rozhodl vrátit do Neapole. Zde se věnoval poslední verzi Arkádie, vydané již v době jeho nepřítomnosti v Itálii a kolem roku 1507 vytištěné v definitivním autorském znění. V poslední části svého života se věnoval především latinské tvorbě: vytvořil sbírky Epigrammata, Elegiarum liber, složenou z 24 elegií rozdělených do tří částí, a Eclogae piscatorie, kde je pastýřský svět transponován do námořní dimenze Neapolského zálivu. V tomto období zesílila Sannazarova síť vztahů s italskými intelektuály, o čemž svědčí například výměna dopisů s Pietrem Bembem. V roce 1526 byla publikována De partu Virginis, krátká báseň v latinských hexametrech o Mariině mateřství.
Básník zemřel v Neapoli, v domě svého přítele Cassandra Marchese, roku 1530. Je pohřben v kostele Santa Maria del Parto a Mergellina, který je pojmenován podle jeho posledního díla; kostel byl totiž postaven z jeho iniciativy a darován řádu Služebníků Mariiných. Náhrobek vytvořil Giovanni Angelo Montorsoli. Benediktin Bernard de Montfaucon (1655-1741) ve svém cestopisu Voyage en Italie popsal básníkovu hrobku zdobenou sochami Apollóna a Minervy od Ammannatiho a reliéfem se satyry připisovanými Silviu Cosinimu. V 18. století se církevní autority pokusily dát kompozici méně profánní charakter a vyryly jméno Davida pod sochu Apollóna a Judity pod sochu Minervy.

## Hlavní díla

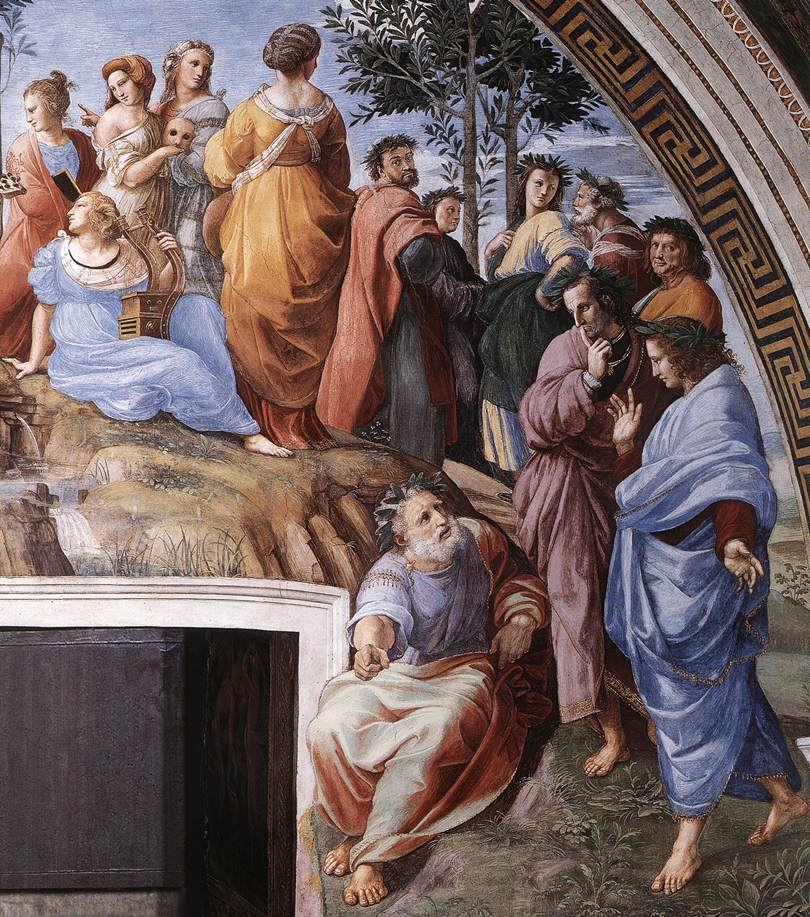
Jacopo Sannazaro (první vpravo v oranžových šatech) na Parnasu podle Raffaela, Vatikánská muzea

### Arkádie(Arcadia,1480?-1504)
Arkádie je napsána ve formě prosimetro (básnická kompozice složená prózy i poezie) na pastorální téma. Skládá se z 10 próz proložených 10 eklogami a je uvedena předmluvou pod názvem Alla sampogna. Dílo má významné místo v dějinách evropské prózy a poezie a bylo nakladatelským bestsellerem své doby a literární klasikou následujících staletí.
Dílo vznikalo po dlouhé období asi 20 let a historie jeho vzniku je velmi nejistá a kontroverzní.
Dílo má velmi jednoduchou a spíše statickou a lyrickou strukturu. Příběh trvá 6 dní, od 20. do 25. dubna (svátky Pales, bohyně pastýřů, stád a dobytka). Hlavním hrdinou je sám Sannazaro, který coby pastýř Sincero vypráví v první osobě svůj život v Arkádii, nepřístupné oblasti Řecka, kde podle klasických pramenů pastýři žili šťastně a nedělali nic jiného, než že pásli zvířata a zpívali hymny s píšťalami a dudami. Při čtení však zjišťujeme, že Sincero není Arkáďan, ale neapolský uprchlík v Arkádii mezi pastýři, kterého na konci příběhu po zlém snu zavede nymfa do podzemní jeskyně, kudy se vrací do Neapole, kde se dozví o smrti milované ženy. Tady příběh končí.

### De partu virginis(1526)

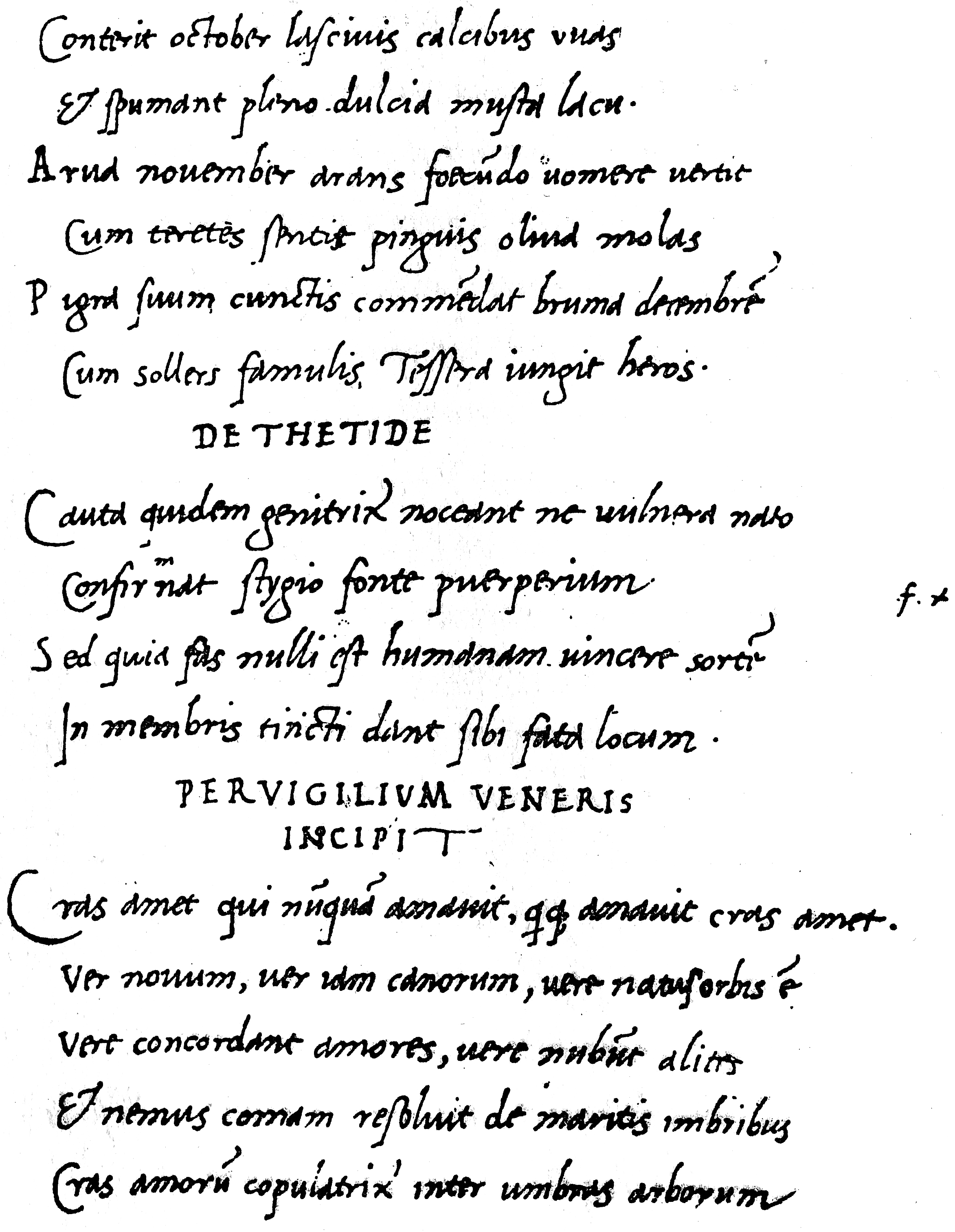
Rukopis De partu virginis

De partu Virginis byla vydána v roce 1526 a je to latinská báseň ve třech knihách v hexametrech s jasnou inspirací Vergiliem. Stylově čisté dílo se zrodilo z odvážné myšlenky spojit klasickou epickou poezii a biblický příběh, konkrétně narození Krista. Báseň byla hodně kritizována současníky (včetně Erasma Rotterdamského ), ale spolu se soudobou básní Christias od Marca Gerolama Vidy se stala jedním z prvních příkladů velké éry renesanční epiky, která se právě otevírala.

### Rime(1530)
Rime (Sonnetti et canzone di M. Jacopo Sannazaro) vyšly v Neapoli a Římě v roce 1530, krátce po autorově smrti. Skládají se převážně ze sonetů a písní v jasném petrarkovském duchu a vyznačují se velmi krásným stylem, prosyceným melancholií a vřelými okamžiky jedinečné něhy.